# Меццомерико
Меццомерико (італ. Mezzomerico, п'єм. Mesmerich) — муніципалітет в Італії, у регіоні П'ємонт,  провінція Новара.
Меццомерико розташоване на відстані близько 520 км на північний захід від Рима, 95 км на північний схід від Турина, 19 км на північ від Новари.
Населення — 1251 особа (2014).
Покровитель — S.s. Filippo e Giacomo.

## Демографія
Населення за роками:

Станом на 1 січня 2023 року в муніципалітеті офіційно проживало 75 іноземців з 18 країн, серед них 18 громадян країн Євросоюзу та 8 громадян України.

## Сусідні муніципалітети
- Аграте-Контурбія
- Дівіньяно
- Марано-Тічино
- Оледжо
- Суно
- Вапріо-д'Агонья